# Mare de Déu de les Febres (Pinturicchio)
La Mare de Déu de les Febres és una pintura d'oli i or sobre taula (158 × 77,3 cm) de Bernardino di Betto Betti, anomenat Pinturicchio (Perusa, c. 1452 – Siena, 11 de desembre 1513), datable envers 1495 i conservada al Museu de Belles Arts de València.

## Història
L'obra la va pintar Pinturicchio a Roma quan aquest era el pintor favorit del papa valencià Alexandre VI, també conegut com a Rodreric de Borja. El cosí del Papa i el tresorer Francesc de Borja va encarregar una obra per enviar-la a la capella funerària, la capella de les Febres, de la seua família a la Col·legiata de Santa Maria de Xàtiva. La comissió va ser probablement deguda per la presa de possessió del bisbat de Teano el 1495. L'obra començà al voltant de l'any 1497 i s'utilitzà per a la seua decoració diversos objectes provinents d'Itàlia, com ara la citada pintura, enviada entre 1497 i 1499 o un reliquiari amb dues portes pintades, amb l'escena del Naixement de Crist i amb la Passió, enviat el 1502; la capella també comptà amb altre retaule realitzat a Xàtiva però d'autors italianitzats, Fernando Yáñez i Fernando Llanos. Posteriorment el retaule va passar a les col·leccions del museu de València.
Tinguda per una obra dels col·laboradors del taller a causa del seu engroguiment i de diverses repintades fetes al segle xix, el quadre s'ha revalorat a partir de la seua restauració, redescobrint-se la sumptuositat i la delicada qualitat pictòrica, propis de la mà de Pinturicchio.

## Descripció i estil
L'obra té una semblança formal amb la Mare de Déu i el Nen escriptor del Museu d'Art de Filadèlfia (datada al voltant de 1494-1498), de la qual reprodueix la composició de cos sencer de la Mare de Déu amb el Nen vestit com un antic filòsof de peu sobre un tamboret (amb l'escut d'armes dels Borja amb el típic bou, medallons amb flames i doble corona radiant), mentre que escriu un llibre posat sobre les mans de la Mare de Déu. La figura agenollada de perfil del comitent en una posició d'oració és un retrat en detall de Francesc de Borja, reflex de la influència de la pintura flamenca que contrasta amb la major idealització dels personatges sagrats. Aquest distribució dels personatges ja s'havia utilitzat en la Mare de Déu de la Pau de San Severino Marche (1490). Jesús té les formes d'un adult, destacades per les seues vestidures, una dalmàtica i pal·li, potser inspirades pels mosaics romans d'Orient de Roma, en contrast amb els vels més senzills de les escoles d'Umbria i la Toscana.
El fons i la catifa de flors d'or (on apareixen nombroses espècies de plantes i un pardal i una cadernera) resulten arcaics, sens dubte per adaptar-se al gust gòtic tardà per tal de complaure al client. Malgrat el fons daurat, l'escena s'emmarca en un arc sustentat per pilastres clàssiques i al fons hi apareixen grotescos inspirats en les decoracions de la Domus Aurea.